# Rinodina grandilocularis
Rinodina grandilocularis är en lavart som beskrevs av Sheard. Rinodina grandilocularis ingår i släktet Rinodina och familjen Physciaceae.   Inga underarter finns listade i Catalogue of Life.